# الیور گناوش
الیور گناوش (انگلیسی: Oliver Genausch؛ زادهٔ ۱ ژوئن ۱۹۹۱) بازیکن فوتبال اهل آلمان است.
از باشگاه‌هایی که در آن بازی کرده‌است می‌توان به باشگاه فوتبال دینامو درسدن اشاره کرد.